# Ptilodegeeria immunda
Ptilodegeeria immunda là một loài ruồi trong họ Tachinidae.